# Abbaye de Quartazzola
L'abbaye de Quartazzola, dite également San Salvatore di Trebbia, est une abbaye bénédictine puis cistercienne située dans la commune de Gossolengo, à quelques kilomètres à l'ouest de Plaisance.
Fondée en 1142 par des moines bénédictins, l'abbaye devient cistercienne en 1217. Fermée en 1810 par les troupes napoléoniennes, l'abbaye tombe en ruine. Au début du XXIe siècle, un projet immobilier vise à la transformer en résidence hôtelière et de loisirs.

## Localisation et toponymie
L'abbaye est située au sud-ouest de la ville de Piacenza, sur la rive droite de la rivière Trebbia.

## Histoire

### Fondation et rattachement cistercien
L'abbaye de Quartazzola se nomme initialement San Salvatore di Trebbia quand elle est fondée en 1142 par des moines bénédictins, sur un terrain donné aux moines de Pulsano par l'évêque de Plaisance Arduino,.
L'abbaye devient cistercienne en 1217 en s'affiliant à Chiaravalle della Colomba ; les nouveaux occupants placent l'abbaye sous le vocable de sainte Marie.

### XVIIesiècle
L'abbaye est très largement reconstruite au XVIIe siècle, en style baroque.

### Fermeture et devenir de l'abbaye
L'abbaye est fermée en 1810 et les bâtiments conventuels deviennent le siège d'une exploitation agricole.

### Projet de résidence de tourisme
Le 11 juillet 2016, le conseil municipal de Gossolengo donne son accord à la transformation de l'ancienne abbaye, qui est une propriété privée, en un complexe touristique comprenant un centre de bien-être, un restaurant, un centre de conférences, mais aussi un musée agricole et une série d'appartements privés. Une partie des dépendances du monastère, précédemment répertorié comme terres agricoles, perd cette qualification afin d'autoriser des constructions supplémentaires,.